# Zjovti Vody
Zjovti Vody (Oekraïens: Жовті Води) is een stad in de Oekraïense oblast Dnjepropetrovsk, 130 kilometer ten westen van Dnipro op ongeveer en 70 kilometer ten noorden van Kryvy Rih. In 2021 telde Zjovti Vody 42.901 inwoners. De stad werd gesticht in 1895 en verkreeg in 1957 stadsrechten. Tijdens de Tweede Wereldoorlog was Zjovti Vody van 13 augustus 1941 tot 20 oktober 1943 bezet door de Wehrmacht.